# Haut-Katanga
Pour les articles homonymes, voir Katanga (homonymie).
Le Haut-Katanga est depuis 2015 une province de la république démocratique du Congo à la suite de l'éclatement de la province du Katanga. Il se situe au sud-est du pays, à la frontière avec la Zambie (botte du Katanga).

## Géographie
Située au sud du pays, elle est limitrophe de 3 provinces rd-congolaises et 4 provinces zambiennes.
| Haut-Lomami | Tanganyika   | Tanganyika |
| Lualaba     | Haut-Katanga | Luapula    |
| Nord-Ouest  | Copperbelt   | Centrale   |

## Territoires
- Kambove
- Kasenga
- Kipushi
- Mitwaba
- Pweto
- Sakania

La province est divisée en deux villes et six territoires :
| CD71     | Province du Haut-Katanga | Province du Haut-Katanga | Province du Haut-Katanga | Province du Haut-Katanga |
| Code INS | Subdivision              | Chef-lieu                | Superficie (km²)         | Population               |
| -------- | ------------------------ | ------------------------ | ------------------------ | ------------------------ |
| 7010     | Ville de Lubumbashi      | Lubumbashi               | 747                      | 2 786 397                |
| 7020     | Ville de Likasi          | Likasi                   | 280                      | 447 449                  |
| 7071     | Territoire de Kipushi    | Kipushi                  | 8 969                    | 174 429                  |
| 7072     | Territoire de Sakania    | Sakania                  | 22 141                   | 166 291                  |
| 7073     | Territoire de Kasenga    | Kasenga                  | 24 691                   | 159 355                  |
| 7074     | Territoire de Mitwaba    | Mitwaba                  | 24 933                   | 478 252                  |
| 7075     | Territoire de Pweto      | Pweto                    | 22 421                   | 514 242                  |
| 7076     | Territoire de Kambove    | Kambove                  | 22 235                   | 353 777                  |

## Politique et administration
La province est administrée par l’Assemblée provinciale du Haut-Katanga.